# Himenofil·làcies
Les himenofil·làcies (Hymenophyllaceae) són una família de falgueres de l'ordre Hymenophyllales) amb una distribució subcosmopolita però restringida a llocs pantanosos o que es mullen per l'aigua de les fonts o altres corrents d'aigua. Els fòssils mostren que ja existien, com a mínim, des del Triàsic superior.

## Característiques
Es poden confondre amb molsa (Marchantiophyta) perquè tenen un color molt fosc. Les frondes o fulles són pinnades amb un nervi central. Són molt susceptibles a la dessecació.

## Distribució
La gran majoria d'aquestes espècies es troben en la selva plujosa tropical, però d'altres es donen en boscos temperats com a Nova Zelanda. A Europa estan restringides a zones de l'Atlàntic, especialment a Açores, Irlanda i oest de Gran Bretanya. Una espècie (Hymenophyllum tunbrigense) es troba a Luxemburg, una altra (Hymenophyllum wilsonii) a Noruega, Faeroes i sud d'Islàndia, mentre a Amèrica del Nord es restringeixen a l'est del continent.

## Gèneres
La família inclou unes 650 espècies repartides en nou gèneres, tres dels quals estan extints:
- Gènere Abrodictyum K.B. Presl, 1843
- Gènere Callistopteris Copeland, 1938
- Gènere Cardiomanes K.B. Presl, 1843
- Gènere Cephalomanes K.B. Presl, 1843
- Gènere Crepidomanes K.B. Presl, 1843
- Gènere Didymoglossum Desvaux, 1827
- Gènere Eogonocormus S. Deng, 1997 †
- Gènere Hopetedia B.J. Axsmith, M. Krings & T.N. Taylor, 2001 †
- Gènere Hymenophyllites H.R. Göppert, 1836 †
- Gènere Hymenophyllum J.E. Smith, 1793
- Gènere Polyphlebium Copeland, 1938
- Gènere Trichomanes Linnaeus, 1753